# Diana Reyes
Diana Reyes (ur. 29 kwietnia 1993 r. na Portoryko). Siatkarka gra na pozycji środkowej. 
Obecnie nie gra w żadnym klubie. 
Włada dwoma językami: hiszpańskim i angielskim.